# Lijst van burgemeesters van Scherpenzeel
Dit is een lijst van burgemeesters van de Nederlandse gemeente Scherpenzeel in de provincie Gelderland.
| Ambtsperiode                | Naam burgemeester                        | Partij of stroming | Bijzonderheden                                                                                         |
| --------------------------- | ---------------------------------------- | ------------------ | --- |
| 1525                        | Marten van Scherpenzeel                  |                    | |
|                             | Alex Marcolf                             |                    | |
| 1558                        | Marten van Wolfswinckel                  |                    | |
| 1568                        | Melchior E. van Wolfswinckel             |                    | |
| 1640 - 1666                 | Melchior van Wolfswinckel                |                    | |
| 1666 - 1681                 | Johan van Wolfswinckel                   |                    | |
| 1681 - 1696                 | Jacobus van Wessel                       |                    | |
| 1696 - 1717                 | Antony van Vliert                        |                    | |
| 1717 - 1735                 | Melchior van Wolfswinckel                |                    | |
| 1742 - 1774                 | Otto van Stuivenberg                     |                    | |
| 1774 - 1787                 | Gerrit Maas van Seumeren                 |                    | |
| 1787 - 1795                 | Aart van Lützenburgh                     |                    | |
| 1795 -                      | Jan van Homoet                           |                    | |
| 1807 -                      | Jan Coenraad Sweijs                      |                    | |
| 1815 -                      | Gerrit van Kessel                        |                    | |
| 1818 - 1848                 | Olivier Sterk                            |                    | van 30 mei 1819 tot 1825 schout, daarna burgemeester                                                   |
| 1848 - 1851                 | Mr. Justinus de Beijer                   |                    | |
| 1852 - 1854                 | Mr. G. Oosterwijk                        |                    | |
| 1854 - 1868                 | Otto Pieter Bennewitz                    |                    | |
| 1868 - 1900                 | Dirk Pool                                |                    | |
| 1900 - 1930                 | Mr. Anton (A.) Royaards van Scherpenzeel |                    | |
| 1930 - 1936                 | Jhr.mr. Frits (W.F.) Röell               |                    | |
| 1936 - 1969                 | Mr. C.P. Hoytema van Konijnenburg        | CHU                | |
| 1969 - 1985                 | Jan (J.) Heij                            | CHU / CDA          | |
| 1985 - 1997                 | Hans (J.) de Korte                       | VVD                | formeel burgemeester tot 1997 maar vanaf eind 1996 wegens ziekte vervangen door Hardonk                |
| 1996 - 1997                 | Ton (A.C.Ph.) Hardonk                    | SGP                | waarnemend                                                                                             |
| 1997 - 16 sept. 2013        | Hans (J.J.H.) Colijn–de Raat             | VVD                | |
| 26 sept. 2013 - 1 jun. 2018 | Ben (B.) Visser                          | CU                 | formeel burgemeester tot 2018 maar vanaf eind 2017 wegens ziekte vervangen door Van Rhee-Oud Ammerveld |
| 21 nov. 2017- 15 jan. 2019  | Corry (C.A.A.) van Rhee-Oud Ammerveld    | PvdA               | waarnemend                                                                                             |
| 16 jan. 2019- 31 dec. 2020  | Harry (H.H.) de Vries                    | CDA                | waarnemend                                                                                             |
| 18 jan. 2021- 7 okt. 2021   | Eppie (E.) Klein                         | SGP                | waarnemend                                                                                             |
| 7 dec. 2021- 14 dec. 2022   | Wimar (W.M.) Jaeger                      | D66                | waarnemend                                                                                             |
| 15 dec. 2022- heden         | Marieke (M.C.) Teunissen-Willemsen       | VVD                | [ 8 ]                                                                                                  |